# Stefanie Lamp
Stefanie Lamp (* 6. März 1989 in Niederösterreich) ist eine österreichische Politikerin (SPÖ). Seit Jänner 2024 ist sie Bezirksvorsteherin im 16. Wiener Gemeindebezirk Ottakring.

## Ausbildung und Beruf
Stefanie Lamp besuchte ab 2003 das Bundesgymnasium und Bundesrealgymnasium Wien III Boerhaavegasse mit musikalischem Schwerpunkt, wo sie 2007 maturierte. Anschließend begann sie ein Diplomstudium Internationale Entwicklung an der Universität Wien, das sie 2014 mit einer Diplomarbeit zum Thema Die Entwicklung des Internationalen Währungsfonds seit den 90er Jahren und dessen Rolle in der Finanzkrise als Magistra abschloss. Ab 2017 absolvierte sie ein Masterstudium für Führung, Politik und Management an der FH Campus Wien, welches sie mit der Masterarbeit „Ein Stück des Weges“: Mobilisierung von SympathisantInnen in der Sozialdemokratischen Partei Österreichs am Beispiel der Gastmitgliedschaft als Master of Arts beendete.
Von 2007 bis 2014 war sie im Bereich Eventmanagement und Presse am Architekturzentrum Wien tätig. 2014 war sie Verwaltungspraktikantin im Bundesministerium für Europa, Integration und Äußeres am Österreichischen Generalkonsulat Los Angeles und von 2014 bis 2015 arbeitete sie in der Presse- und Öffentlichkeitsarbeit der Bezirksvorstehung Ottakring.

## Persönliches
Lamp ist verheiratet und Mutter zweier Töchter.

## Politik
Von 2016 bis 2023 war sie Geschäftsführerin der SPÖ Ottakring. Ab 2018 gehörte sie als Bezirksrätin der Bezirksvertretung in Wien-Ottakring an, wo sie ab 2023 als Stellvertreterin von Bezirksvorsteher Franz Prokop amtierte. 2022 wurde sie Vorsitzende der Kinderfreunde Ottakring. Von 2020 bis 2023 fungierte sie als Vorsitzende der Kulturkommission Ottakring.
Am 31. Jänner 2024 wurde sie einstimmig in der Sitzung der Bezirksvertretung zur Bezirksvorsteherin gewählt und von Bürgermeister Michael Ludwig angelobt. Sie folgte Prokop nach, der dem 16. Bezirk ab 2004 vorstand. Bezirksvorsteher-Stellvertreterin wurde Eva Weissmann.
Ihre wichtigsten Projekte in der laufenden Legislaturperiode bestehen in der Umgestaltung des Straßenzugs der Thaliastraße und der Endstation der U-Bahn-Linie U3.
Nach der Bezirksvertretungswahl in Wien 2025 wurde sie am 12. Juni 2025 als Bezirksvorsteherin bestätigt, Stellvertreter wurde Florian Saurwein.